# Gorzęcino
Gorzęcino [ɡɔʐɛnˈt͡ɕinɔ] (tiếng Đức: Rehhagen)  là một ngôi làng thuộc khu hành chính của Gmina Osina, thuộc hạt Goleniów, West Pomeranian Voivodeship, ở phía tây bắc Ba Lan.
Trước năm 1945, khu vực này là một phần của Đức. Đối với lịch sử của khu vực, xem Lịch sử của Pomerania.